# 10863 Ойє
10863 Ойє (10863 Oye) — астероїд головного поясу, відкритий 31 серпня 1995 року.
Тіссеранів параметр щодо Юпітера — 3,229.